# 高殿 (大阪市)
高殿（たかどの）は、大阪府大阪市旭区にある町名。現行行政地名は高殿一丁目から高殿七丁目。

## 地理
旭区の南西部に位置し、東は新森、北は西から東に向かってに赤川と生江と中宮と大宮と森小路、南西に都島区高倉町と内代町、南東に城東区成育と接している。

## 世帯数と人口
2019年（平成31年）3月31日現在の世帯数と人口は以下の通りである。
| 丁目       | 世帯数    | 人口     |
| ---------- | --------- | -------- |
| 高殿一丁目 | 654世帯   | 1,508人  |
| 高殿二丁目 | 1,728世帯 | 3,543人  |
| 高殿三丁目 | 1,305世帯 | 2,621人  |
| 高殿四丁目 | 1,396世帯 | 2,558人  |
| 高殿五丁目 | 1,326世帯 | 2,246人  |
| 高殿六丁目 | 2,086世帯 | 4,032人  |
| 高殿七丁目 | 1,043世帯 | 1,721人  |
| 計         | 9,538世帯 | 18,229人 |

### 人口の変遷
国勢調査による人口の推移。
| 1995年（平成7年）  | 18,416人 | [ 5 ] |  |
| 2000年（平成12年） | 19,298人 | [ 6 ] |  |
| 2005年（平成17年） | 19,202人 | [ 7 ] |  |
| 2010年（平成22年） | 18,713人 | [ 8 ] |  |
| 2015年（平成27年） | 18,230人 | [ 9 ] |  |

### 世帯数の変遷
国勢調査による世帯数の推移。
| 1995年（平成7年）  | 7,409世帯 | [ 5 ] |  |
| 2000年（平成12年） | 8,215世帯 | [ 6 ] |  |
| 2005年（平成17年） | 8,504世帯 | [ 7 ] |  |
| 2010年（平成22年） | 8,564世帯 | [ 8 ] |  |
| 2015年（平成27年） | 8,509世帯 | [ 9 ] |  |

## 学区
市立小・中学校に通う場合、学区は以下の通りとなる。なお、小学校・中学校入学時に学校選択制度を導入しており、通学区域以外に旭区の小学校・中学校から選択することも可能。
| 丁目       | 番      | 小学校               | 中学校             |
| ---------- | ------- | -------------------- | ------------------ |
| 高殿一丁目 | 全域    | 大阪市立高殿小学校   | 大阪市立旭陽中学校 |
| 高殿二丁目 | 7〜21番 | 大阪市立高殿小学校   | 大阪市立旭陽中学校 |
| 高殿二丁目 | 1〜6番  | 大阪市立高殿南小学校 | 大阪市立旭陽中学校 |
| 高殿三丁目 | 全域    | 大阪市立高殿南小学校 | 大阪市立旭陽中学校 |
| 高殿四丁目 | 全域    | 大阪市立高殿南小学校 | 大阪市立旭陽中学校 |
| 高殿五丁目 | 全域    | 大阪市立高殿小学校   | 大阪市立旭陽中学校 |
| 高殿六丁目 | 全域    | 大阪市立高殿小学校   | 大阪市立旭陽中学校 |
| 高殿七丁目 | 全域    | 大阪市立高殿小学校   | 大阪市立旭陽中学校 |

## 事業所
2016年（平成28年）現在の経済センサス調査による事業所数と従業員数は以下の通りである。
| 丁目       | 事業所数  | 従業員数 |
| ---------- | --------- | -------- |
| 高殿一丁目 | 25事業所  | 268人    |
| 高殿二丁目 | 99事業所  | 915人    |
| 高殿三丁目 | 64事業所  | 276人    |
| 高殿四丁目 | 119事業所 | 869人    |
| 高殿五丁目 | 34事業所  | 354人    |
| 高殿六丁目 | 108事業所 | 935人    |
| 高殿七丁目 | 99事業所  | 636人    |
| 計         | 548事業所 | 4,253人  |

## 交通

### 鉄道
- 大阪市高速電気軌道
  - 谷町線 関目高殿駅

### 道路
- 国道1号
- 国道163号
- 大阪府道161号深野南寺方大阪線
- 城北筋

## 施設
- 大阪府立旭高等学校
- 大阪市立旭陽中学校
- 大阪市立高殿小学校
- 大阪市立高殿南小学校
- 城北市民学習センター
- 旭高殿郵便局
- 徳島大正銀行 森小路支店
- ライフ 高殿店
- 万代 旭高殿店
- まるとく市場 高殿店
- サンディ 高殿店
- 業務スーパー 関目高殿店
- 阪急オアシス 高殿店
- 安養寺

## その他

### 日本郵便
- 〒535-0031[3]（集配局：大阪旭郵便局[13]）